# ويليام في. لوكاس
ويليام في. لوكاس هو سياسي أمريكي، ولد في 3 يوليو 1835 في دلفي في الولايات المتحدة، وتوفي في 10 نوفمبر 1921 في سانتا كروز في الولايات المتحدة. نشط حزبياً في الحزب الجمهوري. وقد انتخب عضو مجلس النواب الأمريكي ‏.